# Scolopia oldhamii
Scolopia oldhamii är en videväxtart som beskrevs av Henry Fletcher Hance. Scolopia oldhamii ingår i släktet Scolopia och familjen videväxter. Inga underarter finns listade i Catalogue of Life.